# Nothing but the Beat
Nothing But the Beat je páté studiové album francouzského DJ Davida Guetty, vydané 29. srpna 2011 vydavatelstvím Virgin Records.

## CD1
1. „Where Them Girls At“ (feat. Nicki Minaj & Flo Rida) - 3:30
2. „Little Bad Girl“ (feat. Taio Cruz & Ludacris) - 3:12
3. „Turn Me On“ (feat. Nicki Minaj) - 3:19
4. „Sweat“ (feat. Snoop Dogg) - 3:16
5. „Without You“ (feat. Usher) - 3:28
6. „Nothing Really Matters“ (feat. Will.i.am) - 3:39
7. „I Can Only Imagine“ (feat. Chris Brown & Lil Wayne) - 3:29
8. „Crank It Up “ (feat. Akon) - 3:12
9. „I Just Wanna F.“ (feat. Timbaland & Dev) - 3:23
10. „Night of Your Life“ (feat. Jennifer Hudson) - 3:41
11. „Repeat“ (feat. Jessie J) - 3:26
12. „Titanium“ (feat. Sia) - 4:05

## CD2
1. „The Alphabeat“ - 4:29
2. „Lunar“ - 5:16
3. „Sunshine (feat. Avicii)“ - 6:00
4. „Little Bad Girl (Instrumental Edit)“ - 4:02
5. „Metro Music“ - 4:13
6. „Toy Story“ - 3:45
7. „The Future“ - 4:16
8. „Dreams“ - 4:48
9. „Paris“ - 4:40
10. „Glasgow“ - 5:13